# 大日本帝国憲法第17条
大日本帝国憲法第17条（だいにほん/だいにっぽん ていこくけんぽう だい17じょう）は、大日本帝国憲法第1章にある、天皇の役割についての規定である。

## 現代風の表記
1. 摂政を置くときは、皇室典範の定めるところによる。
2. 摂政は、天皇の名において大権を行う。